# Bernardino Lonati
Bernardino Lunati o Lonati (Pavía, c. 1452-Roma, 7 de agosto de 1497) fue un eclesiástico italiano.  

## Biografía

### Primeros años
Hijo de Antonio Lunati, que había sido condotiero a sueldo de Francesco I Sforza, y de Filippina Beccaria, a principios de la década de 1480 entró como secretario al servicio del protonotario apostólico Ascanio Sforza, bajo cuya protección se desarrolló su carrera eclesiástica y de quien fue colaborador y confidente durante toda su vida.
En noviembre de 1483 fue enviado a Roma para negociar la promoción cardenalicia de su patrón Sforza por el papa Sixto IV, que se hizo efectiva en marzo del año siguiente. En agosto del mismo año ofició como su conclavista en el cónclave de 1484 en que fue elegido Inocencio VIII.

### Canciller del cardenal Sforza
Establecidos ambos en Roma, Lonati asumió el cargo de canciller del cardenal Ascanio Sforza, desempeñando por encargo de éste varias misiones: en 1486 viajó al Reino de Nápoles para intermediar en el cese de la guerra de los barones dirigida por Antonello Sanseverino contra el rey Ferrante, en 1487 fue a Milán para valorar la posibilidad de que Ascanio fuera nombrado regente del ducado en caso de muerte de su hermano Ludovico, y en 1488 se encargó de negociar en Roma la concesión del cardenalato a Giovanni de Médici.

### Cardenal de San Ciriaco
El apoyo de Ascanio Sforza a Rodrigo Borgia en el cónclave de 1492 fue decisivo para que el segundo ascendiera al papado, y fue recompensado con la concesión al primero del cargo de vicecanciller; Lonati fue nombrado protonotario apostólico con la expectativa del cardenalato.  Con la intermediación adicional de Adriana de Milà, prima del papa y amiga de los Sforza, Lunati fue creado cardenal en el consistorio del 20 de septiembre de 1493, con título de San Ciriaco alla Terme.
Con su elevación al cardenalato y la institución de su propia casa y séquito, Lunati cedió oficialmente el cargo de canciller de Sforza, aunque de hecho siguió sirviendo a sus intereses; en su tiempo fue considerado "dependiente en todo de Ascanio".

Italia en 1494.

### Carlos VIII en Italia
En 1494 comenzó la primera guerra italiana.  Carlos VIII de Francia metió su ejército en Italia hacia la conquista de Nápoles, y algunos cardenales de la Curia se pusieron de su lado intentando persuadirle para que a su paso por Roma depusiera al papa, entre ellos Sforza, Lonati, Della Rovere, Colonna, Savelli, Sanseverino, Perault y Lagraulas.  Sin embargo no eran esas las intenciones del rey, que a pesar de haber tomado por la fuerza varias fortalezas de los Estados pontificios, en enero de 1495 firmó un acuerdo en el que declaraba su obediencia y fidelidad al papa y siguió rumbo a Nápoles.
Decepcionados con la conducta del rey francés, Sforza y Lonati salieron de Roma en dirección a Milán, con el pretexto de la enfermedad de Ludovico.  El Reino de Nápoles cayó fácilmente en manos del rey francés, y el gran poder que había conseguido llevó a la alianza de los estados del norte de Italia y de las principales potencias europeas en la Liga Santa para oponérsele.  En mayo Ascanio y Lonati figuraban nuevamente junto al papa Alejandro cuando éste se retiró a Orvieto tras el regreso de los franceses, y en otoño del mismo año Lonati viajó a Nápoles para apoyar la reconquista del reino por Fernando II. 
Entre junio y noviembre de 1495 ejerció también como administrador apostólico de la diócesis de Aquino.

### La guerra contra los Orsini
A mediados de 1496 el papa y los Sforza acordaron unir fuerzas para combatir a los Orsini, que durante la guerra se habían aliado con los franceses; en octubre Lonati fue nombrado legado con la misión de acompañar al duque de Gandía Juan de Borgia (hijo del papa) y al de Urbino Guidobaldo de Montefeltro en su expedición militar. 
Durante las primeras semanas la campaña fue provechosa para los pontificios: arrebataron a los Orsini Anguillara, Sutri, Sacrofano, Galera, Formello y Campagnano, pero fueron rechazados en su intento de tomar Bracciano, defendida por Bartolomeo d'Alviano, y en enero de 1497 sus tropas fueron derrotadas por las de Vitellozzo Vitelli y Carlo Orsini entre Soriano y Bassano.  En el desorden posterior de las tropas papales, Lonati llegó a Ronciglione y después a Roma.

### Muerte
En mayo de 1497 Lonati sufrió un ataque de fiebre del que ya no se recuperó.  Muerto en Roma en agosto a los cuarenta y cinco años de edad, fue sepultado solemnemente en el transepto izquierdo de Santa Maria del Popolo, donde Ascanio Sforza mandó erigir un monumento fúnebre en su honor.

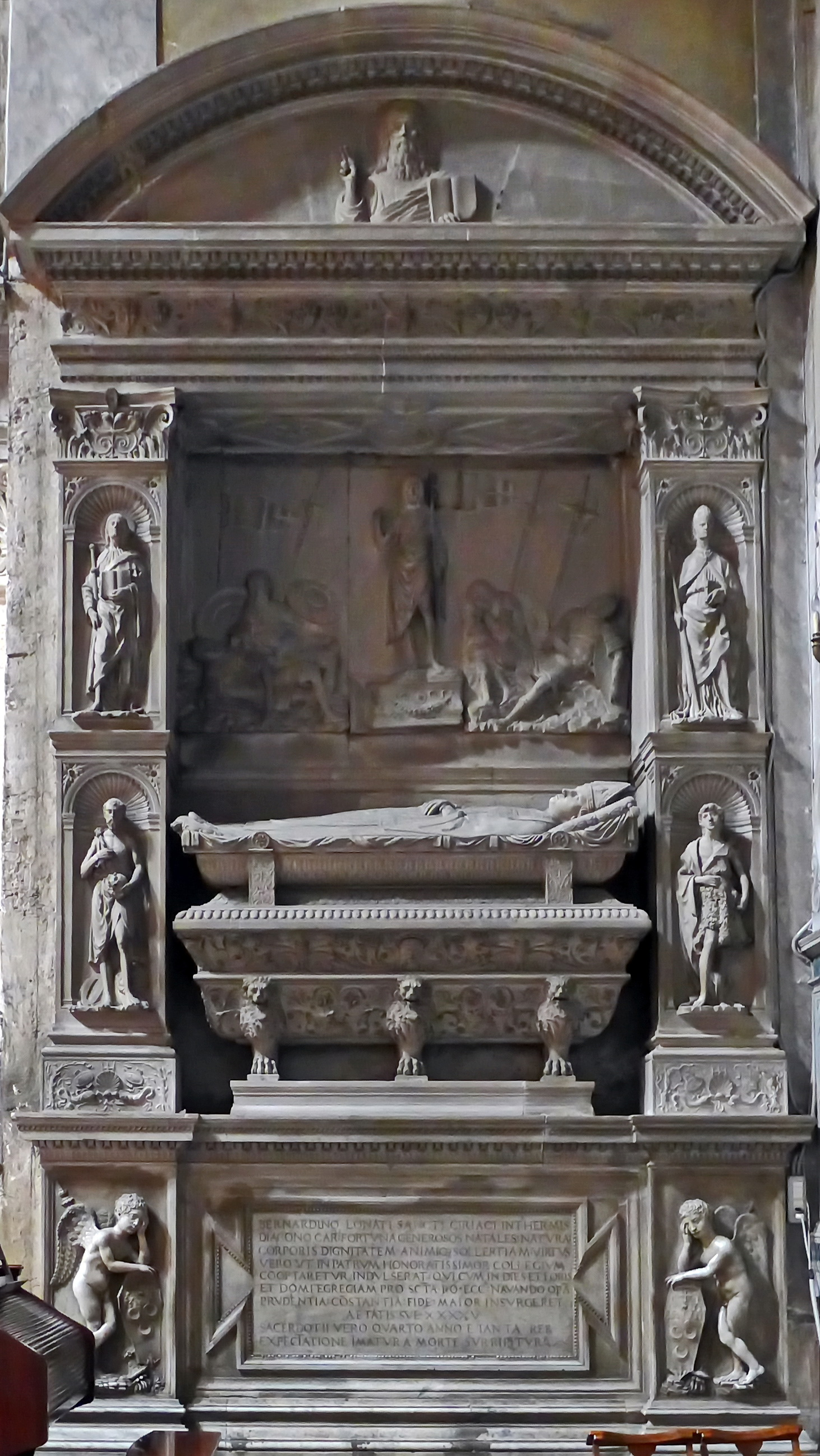
Monumento fúnebre del cardenal Lonati en Santa María del Popolo.

| BERNARDINO LONATI SANCTI CIRIACI IN THERMIS DIACONO CARD: FORTVNA GENEROSOS NATALES: NATVRA: CORPORIS DIGNITATEM ANIMIQ SOLERTIAM: VIRTVS VERO VT IN PATRVM HONORATISSIMOR COLLEGIVM. COOPTARETVR, INDVLSERAT: QVI CVM IN DIES ET FORIS ET DOMI EGREGIAM PRO SCTA RO EC: NAVANDO OPA PRVDENTIA: CONSTANTIA: FIDE: MAIOR INSVRGERET ÆTATIS SVÆ XXXXV. SACERDOTII VERO QVARTO ANNO E TANTA RER EXPECTATIONE IMMATVRA MORTE SVRRIPITVR |